# Маріс Ючерс
Маріс Ючерс (латис. Māris Jučers; 18 червня 1987, м. Прієкуле, СРСР) — латвійський хокеїст, воротар. Виступає за «Динамо» (Рига) у Континентальній хокейній лізі.
Виступав за команди «Тірінге СоСС», «Металургс» (Лієпая).
У складі національної збірної Латвії учасник чемпіонатів світу 2011 і 2012 (2 матчі). 
Досягнення
- Чемпіон Латвії (2008, 2009, 2011).